# استعداد القوات الأمريكية ورعاية المحاربين القدامى والتعافي من إعصار كاترينا وقانون مخصصات محاسبة العراق، 2007
استعداد القوات الأمريكية ورعاية المحاربين القدامى وإنعاش كاترينا وقانون مخصصات محاسبة العراق لعام 2007 (Pub.L.110–28 (نص) (PDF))،قانون مخصصات الطوارئ الذي أقره الكونغرس الأمريكي رقم 110 والذي يوفر التمويل لحرب العراق حتى 30سبتمبر2007.نسخة سابقة من قانون H.R.عام H.R.تضمن جدولا زمنيا لانسحاب القوات الأمريكية من العراق.أقر الكونجرس HR 1591 لكن الرئيس جورج دبليو بوش استخدم حق النقض ضده. في حين أن حق النقض على الموارد البشرية 1591 كان من الممكن أن يتسبب في تأخير نفقات حرب العراق، فإن توافر الأموال الناتجة عن تمرير قانون مخصصات الدفاع في 29سبتمبر2006، سمح لوزارة الدفاع بمواصلة إنفاق حرب العراق في الفترة الانتقالية بين حق النقض (الفيتو) على HR 1591 وتوقيع الرئيس على الموافقة على HR 2206. لم يتم الاحتجاج بقانون الأعلاف من قبل حكومة الولايات المتحدة في الأيام السابقة لإقرار HR 2206.
تشمل مكونات جاهزية القوات الأمريكية ورعاية المحاربين القدامى وإنعاش كاترينا وقانون اعتمادات محاسبة العراق لعام2007 ما يلي:
- تمويل الحروب في أفغانستان والعراق (الباب الأول)
- الإغاثة من الكوارث المتعلقة بإعصار كاترينا (العنوان الثاني)
- القضاء على النقص في برنامج التأمين الصحي للأطفال (SCHIP) ومسائل صحية أخرى (الباب السابع)
- قانون الحد الأدنى العادل للأجور لعام 2007 (الباب الثامن)

## التاريخ التشريعي
تمت الموافقة على مشروع القانون من قبل الكونجرس في 24مايو2007  ووقعه الرئيس بوش في 25مايو.

## أحكام

### عنوان رسمي
يحمل القانون رسميًا عنوان«تخصيص اعتمادات تكميلية طارئة ومخصصات تكميلية إضافية للمساعدات الزراعية ومساعدات الطوارئ الأخرى للسنة المالية المنتهية في 30سبتمبر2007، ولأغراض أخرى».

### الانسحاب من العراق
تضمن القانون ثمانية عشر معيارًا يجب أن تفي به الحكومة العراقية قبل أن يبدأ انسحاب القوات الأمريكية من العراق. بحلول أغسطس2007، كان العراق قد حقق ثلاثة من المعايير القياسية وفشل في تلبية الخمسة عشر المتبقية وفقًا لمكتب محاسبة الحكومة.
وشملت المعايير: 
- مد يد العون للسنة من خلال إعادة فتح المحادثات حول الدستور العراقي.
- تمرير قانون النفط الجديد.
- - عكس تطهير البعثيين السابقين من السياسة العراقية والتوظيف الحكومي
- تفكيك الميليشيات الطائفية الشيعية.

### مخصصات
خصص مشروع القانون ما يقرب من 95مليار دولار لتمديد تمويل الحربين في العراق وأفغانستان حتى 30سبتمبر2007.

### اقل اجر
يحتوي القانون على أحكام إضافية تتجاوز تمويل الحروب.يتضمن قانون الحد الأدنى العادل للأجور لعام 2007 باعتباره متسابقًا، والذي يرفع الحد الأدنى للأجور من 5.15دولارًا للساعة إلى 7.25دولارًا للساعة من2007 إلى 2009، ويحتوي على حوالي 4.84مليار دولار كإعفاءات ضريبية للشركات الصغيرة.

### الإنفاق المحلي للإغاثة من الكوارث
يشمل مشروع القانون أيضًا الإنفاق المحلي، مثل أكثر من 6 مليارات دولار للإغاثة من الإعصار.

### الوصفات الطبية المقاومة للعبث
بالإضافة إلى ذلك، يحدد الباب السابع الولاية الفيدرالية الأولى للوسائد الطبية المقاومة للعبث لتسديد تكاليف برنامج ميديكيد.ينص هذا المطلب على أنه «اعتبارًا من 1 أكتوبر 2007 ؛ لن يتم سداد تكاليف أدوية العيادات الخارجية لبرنامج ميديكيد إلا إذا تم تنفيذ الوصفات الطبية المكتوبة غير الإلكترونية على وسادة مقاومة للعبث».وقد سبق أن ذكر الرئيس بوش التوصية الخاصة بهذا الاعتماد في ميزانيته لعام 2008، والتي توقعت أن منع الوصفات الطبية الاحتيالية يمكن أن يجني 355 مليون دولار من مدخرات دافعي الضرائب.  على الرغم من عدم الاعتراض على الأساس المنطقي للمتطلبات الجديدة، طلبت جمعية الصيادلة الأمريكية (APhA) في 17 يوليو 2007 من مراكز الرعاية الطبية والخدمات الطبية (CMS) تأخير التنفيذ بسبب الجدول الزمني القصير. في خطاب الطلب إلى مراكز الرعاية الطبية والخدمات الطبية، حذرت جمعية الصيادلة الأمريكية من أن التنفيذ الفوري للقانون قد يؤدي إلى إبعاد العديد من مرضى ميديكيد عن الصيدليات إذا لم يكن لديهم وصفة طبية صالحة مكتوبة على وسادة مقاومة للعبث.يتضمن الأساس المنطقي لـ جمعية الصيادلة الأمريكية لتأخير الفوط المقاومة للعبث ما يلي:
- من غير الواقعي افتراض أن الممارسة الطبية والصيدلة يمكن أن تنفذ التغيير في ثلاثة أشهر
- يمكن أن يمنع التأخير معاناة مرضى برنامج ميديكيد من خلال إتاحة الوقت للاستعداد لما يلي
  - تحديد معايير لما يشكل «مقاومة للعبث»
  - توعية مقدمي الخدمة والصيادلة والمرضى
  - توضيح إمكانية تطبيق الأوامر الهاتفية والوصفات الطبية الإلكترونية والفاكس
  - امنح المؤسسات الوقت الكافي لتناسب الموارد وطباعة وتوزيع الدفاتر

انضم الممثلون تشارلز ويلسون (د-أوهايو) وماريون بيري (دي-أركنساس) ومايك روس (دي-أركنساس) إلى جمعية الصيادلة الأمريكية في تمثيل مخاوف المسجلين في برنامج ميديكيد والصيدليات.ورد أن الممثلين يعملون على تعديل يهدف إلى قصر الضمادة المقاومة للعبث على المواد الخاضعة للرقابة فقط.علاوة على ذلك، أجرت وكالة أسوشيتد برس مقابلة مع فرد من الجمعية الطبية الأمريكية حول هذا الموضوع.قال الدكتور إدوارد لانجستون، رئيس مجلس إدارة الجمعية الطبية، إدوارد لانجستون، «إن الجدول الزمني للتنفيذ قصير جدًا بحيث لا يمكن تثقيف الأطباء الوصفات حول القانون الجديد، كما أنه من المحتمل أيضًا أن يكون قصيرًا جدًا لإنتاج وتوزيع الكمية الهائلة من الوصفات الطبية الجديدة التي ستكون مطلوبة».الرابطة الطبية الأمريكية (كما ورد إلى وكالة أسوشيتد برس).كما حذر الدكتور لانغستون من أن مثل هذا التنفيذ السريع للقانون يهدد، في الواقع، الوصول إلى الأدوية. ذكرت مقالة أسوشيتد برس أيضًا أن المتحدث باسم مراكز الرعاية الطبية والخدمات الطبية ستيف هان أشار إلى أنه لا توجد خطط لتأجيل تاريخ التنفيذ في الأول من أكتوبر، لكن الوكالة تتحدث مع «مقدمي الرعاية الصحية» للمساعدة في الاستعداد.

## الإصدارات السابقة
كان H.R.1591عبارة عن مشروع قانون «تخصيص الاعتمادات التكميلية الطارئة للسنة المالية المنتهية في 30سبتمبر2007، ولأغراض أخرى».وقد عارض الرئيس جورج دبليو بوش مشروع القانون، وهو النقض الثاني له أثناء وجوده في منصبه.فشل مجلس النواب في تجاوز حق النقض، لذلك ماتت تلك النسخة من مشروع القانون.